# Vilém Vřesovec z Vřesovic
Vilém Vřesovec hrabě z Vřesovic a na Touchovicích (německy Wilhelm von Wřesowitz, 1572 – 1640) byl český šlechtic z rodu pánů z Vřesovic, jako politik činný v 16. a 17. století.

## Život
Narodil se jako syn Jana Vřesovce z Vřesovic († 1605), který zastával úřady královského rady, pukrabího Hradeckého kraje a v letech 1594–1603 je uváděn jako nejvyšší lovčí. Vilém Vřesovec z Vřesovic měl sourozence Volfa Ilburka (1575–1634) a Sabinu Žofii, později provdanou za Jana Adama Hrzána z Harasova († 1655), která byla matkou Jana Adama Hrzána z Harasova (1625–1681), královského lovčího a krajského hejtmana.
Vilém Vřesovec z Vřesovic je k roku 1598 uváděn jako výběrčí daní Žateckého kraje, v letech 1612–1618 byl nejvyšší mincmistr Českého království. V roce 1618 byl vyhnán vzbouřenci a musel opustit zemi. Po bitvě na Bílé hoře se však vrátil a získal pozici prezidenta komory v letech 1625–1628 a znovu zastával nejvyšší pozici v mincovním úřadu.
Za 120 tisíc rýnských zlatých odkoupil rozsáhlé Nekmířské panství, Dolní Bělou zkonfiskované Diviši Markvartovi z Hrádku za účast na stavovském povstání. Nekmířská tvrz však v roce 1620 vyhořela a celé panství velmi strádalo třicetiletou válkou. Podle popisu z roku 1645 byly vesnice liduprázdné, Nekmíř, Bělá a Podmokly téměř zničeny. Poničená panství zatížené četnými dluhy v roce 1640 zdědil Vilémův syn Jan Vikart.
V roce 1622 zdědil po Jiřím Albrechtu Bryknarovi z Brukštejna ves Solopisky. Ta v roce 1630 přešla do vlastnictví zbraslavského kláštera, kde zůstala až do zrušení poddanství.
Vilém Vřesovec z Vřesovic je také zmiňován v artikulích z období vlády Rudolfa II. Je zapsán jeho podíl na hanobení pozůstatků Jana Žižky z Trocnova: …celé šestnácté století ležel Žižka v Čáslavi (v hrobce) více méně klidně… …V roce 1623 přijíždí do Čáslavě Vilém Vřesovec, mincmistr z Kutné Hory, aby provedl dílo zkázy. Kamennou tumbu přikázal rozkopat a Žižkovy ostatky zničit. Patrně se mu to nepovedlo, protože hrobka byla prázdná.

## Manželství a rodina
Byl ženatý s Annou Ludmilou ze Salmu. Měl syna Jana Vikarta (asi 1624–1659), který působil ve švédských službách v hodnosti generálmajora během švédské invaze do Polska.